# París-Roubaix 1923
La 24.ª París-Roubaix tuvo lugar el 1 de abril de 1923 y fue ganada por el suizo Henri Suter. Por primera vez en la historia no hubo un francés en el pódium de la París-Roubaix.

## Clasificación final
| Posición | Ciclista                | Equipo                  | Tiempo                  |
| -------- | ----------------------- | ----------------------- | ----------------------- |
| 1        | Henri Suter             | Gurtner                 | 8 h 58 min 15 s         |
| 2        | René Vermandel          | Alcyon                  |                         |
| 3        | Félix Sellier           | Alcyon                  |                         |
| 4        | Theo Beeckman           | Griffon                 |                         |
| 5        | Charles Lacquehay       | JB Louvet               |                         |
| 6        | Marcel Huot             | Griffon                 |                         |
| 7        | doce ciclistas ex aequo | doce ciclistas ex aequo | doce ciclistas ex aequo |